# El síndrome de inmunidad (Star Trek: La serie original)
El síndrome de inmunidad es el episodio número 18 de la segunda temporada de la Star Trek: La serie original transmitido por primera vez el 19 de enero de 1968 y repetido el 7 de junio de 1968. Es el episodio número 47 en ser repetido, el número 48 en ser producido, fue escrito por Robert Sabaroff y dirigido por Joseph Pevney.
En la versión Bluray el título de este episodio en el audio en español es dado como Síndrome de inmunidad.
Resumen: La tripulación de la nave estelar Enterprise se encuentra con una criatura que absorbe energía.

## Trama
En la fecha estelar 4307.1, la USS Enterprise está de camino a la Base Estelar 6 para un periodo de descanso y relajación. El oficial de comunicaciones, la teniente Uhura, recibe una llamada de auxilio con mucha interferencia, pero todo lo que ella puede rescatar son las coordenadas del sector y el nombre de la nave, la USS Intrepid, que está tripulada completamente por vulcanianos. Repentinamente, la señal desaparece y el sr. Spock se tambalea y se siente mal. Cuando le preguntan qué es lo que sucede, él responde que el Intrepid ha muerto.
La Flota Estelar envía un mensaje prioritario al capitán Kirk y le ordena que investigue el Sector 39J donde se perdió el contacto con las colonias del sistema Gamma 7A. Esta es también la última posición conocida de la Intrepid. Al llegar allí, el sr. Chekov informa que los sensores no muestran señales de vida en el sistema que supuestamente tiene miles de millones de habitantes.
Spock es examinado por el dr. McCoy en la enfermería donde le informa que se sintió enfermo cuando percibió la conmoción y el terror en las mentes de 400 de sus congéneres vulcanianos cuando murieron. McCoy está sorprendido de que Spock sintiera algo con la enorme distancia que existía entre las dos naves, pero admite que hay mucho acerca de los vulcanianos que aún no comprende.
Spock regresa al puente justo cuando Uhura anuncia que ha perdido el contacto con la Flota Estelar. Kirk hace que Spock examine una ominosa y oscura forma que aparece en la pantalla principal del puente. Spock le informa que es alguna clase de turbulencia de energía; probablemente responsable de la muerte de los habitantes del sistema y de la tripulación del Intrepid. Kirk ordena lanzar una sonda hacia el vacío. Repentinamente un doloroso y agudo sonido inunda la nave y hace que la mitad de la tripulación enferme o se desmaye.
La exploración con los sensores de la sonda no muestra nada, así que Kirk ordena a la nave que se acerque más. Cuando lo hace, el agudo sonido regresa y todas las estrellas desaparecen de la pantalla principal. La nave está en el interior del vacío. El Dr. McCoy informa que la tripulación que está enferma se está poniendo peor y parece que más de uno está agonizando. Spock conjetura que la nave ha cruzado alguna clase de frontera de energía negativa donde su realidad física no puede existir. Toda la energía de la nave, así como la fuerza vital de la tripulación está siendo drenada.
Kirk ordena velocidad máxima de retroceso, pero la nave se mueve más hacia el interior del vacío. Si se aplica el empuje hacia adelante la nave disminuye su avance. El ingeniero jefe Scott, manipula frenéticamente los controles para darle a la nave la potencia que necesita, pero nada parece funcionar.
El enorme gasto de energía de la nave parece atraer lo que parece ser una ameba de ~17700 km (11000 millas) de ancho, que puede verse en la pantalla principal. Kirk ordena lanzar otra sonda que revela que la criatura es de naturaleza protoplásmatica. McCoy cree que es una masiva criatura unicelular que se alimenta de energía en bruto pero que necesita más datos para poder confirmarlo.
Spock decide obtener la información que McCoy necesita y solicita permiso para pilotar un transbordador y acercarse más a la criatura. Kirk acepta a regañadientes la solicitud suicida de Spock. Este dirige el transbordador hacia la criatura y penetra su piel exterior y logra alcanzar su núcleo. Spock transmite los datos y mantiene un diario de sus progresos durante su viaje. Cree que la criatura puede estar lista para comenzar a reproducirse y sugiere que puede ser destruida desde el interior, pero los detalles para realizarlo se pierden en medio de una interferencia y luego se corta la transmisión. Kirk y McCoy determinan que si la criatura comienza a reproducirse, se esparcirá rápidamente y será una seria amenaza para la galaxia Vía Láctea. Deben hacer algo ahora, pero el Enterprise sólo tiene una hora antes de que toda su energía se agote. Kirk y McCoy se reúnen para discutir el tema, y en eso Kirk repentinamente se da cuenta de que si varias actividades dentro de la zona de vacío tienen el efecto opuesto, entonces usar antimateria contra el organismo debería matarlo, pero para hacerlo es necesario introducirse aún más.
Kirk lleva al Enterprise al interior del cuerpo de la célula buscando a Spock pero no logran encontrarlo. Kirk le ordena a Scott que prepare una bomba de antimateria con un cronómetro con una cuenta regresiva de siete minutos. La bomba es disparada hacia el núcleo de la célula y el Enterprise se aleja usando la poca energía que le queda. Cuando sólo quedan algunos segundos, el transbordador de Spock es localizado y Kirk le ordena a Scott que lo recupere usando un rayo tractor. Con los niveles de energía casi agotados, la nave logra salir del vacío justo antes de que la bomba explote. La criatura es aniquilada, y la conmoción lanza tanto al Enterprise como al transbordador hacia el espacio normal. Ambas naves logran sobrevivir sólo con daños ligeros y el sr. Spock regresa al Enterprise.

## Remasterización del aniversario de los 40 años
Este episodio fue remasterizado en el año 2006 y fue transmitido el 7 de abril de 2007 como parte de la remasterización por el aniversario de los 40 años de la serie original. Fue precedido una semana antes por la versión remasterizada de La telaraña tholiana y seguido una semana después por la versión remasterizada de Y los niños dirigirán. Además del audio y video remasterizado, y todas las animaciones de la USS Enterprise realizadas por CGI que es el estándar de todas las revisiones, los cambios específicos para este episodio son:
- La zona de oscuridad ahora fluctúa y se mueve suavemente.
- El Enterprise aparece más oscurecido en la zona de oscuridad con su interior y luces exteriores más luminosas.
- El organismo fue mejorado y tiene más detalles.
- Se agregó una toma exterior del transbordador de Spock cuando está dejando el hangar del Enterprise
- Se agregó una imagen del organismo cuando está explotando a las pantallas del transbordador (en el original aparecen en negro).
- Los motores de impulso del Enterprise se iluminaron en rojo para mostrar la lucha contra la atracción del organismo.
- Se agregó una toma exterior del Enterprise pasando a través de una turbulencia cuando penetra en el organismo.

## Nota
- Esta obra contiene una traducción  derivada de «The Immunity Syndrome (Star Trek: The Original Series)» de Wikipedia en inglés, concretamente de esta versión, publicada por sus editores bajo la Licencia de documentación libre de GNU y la Licencia Creative Commons Atribución-CompartirIgual 4.0 Internacional.